# 나주서부로
나주서부로(Najuseobu-ro)는 전라남도 나주시 왕곡면 장산사거리 와 나주시 동강면 동강교를 잇는 도로이다.

## 주요 경유지
전라남도
- 나주시 (왕곡면 . 이창동 . 공산면 . 동강면)

## 노선
| 이름                | 접속 노선                            | 소재지 | 소재지 | 비고                           |
| ------------------- | ------------------------------------ | ------ | ------ | ------------------------------ |
| 장산사거리          | 국도 제13호선 (예향로)               | 나주시 | 왕곡면 |                                |
| 돌고개              |                                      | 나주시 | 이창동 |                                |
| 나주산단 교차로     | 동수농공단지길 혁신산단로            | 나주시 | 이창동 |                                |
| 기아농공입구삼거리  | 동령길                               | 나주시 | 이창동 |                                |
| 동방 교차로         | 동령길 동방1길                       | 나주시 | 이창동 |                                |
| 동수 교차로         | 국도 제1호선 (빛가람장성로)          | 나주시 | 이창동 | 국가지원지방도 제49호선과 중복 |
| 혁신산단왕곡 교차로 | 혁신산단3길                          | 나주시 | 이창동 | 국가지원지방도 제49호선과 중복 |
| 덕산 교차로         | 덕산길                               | 나주시 | 왕곡면 | 국가지원지방도 제49호선과 중복 |
| 화정 교차로         | 월천화정길                           | 나주시 | 왕곡면 | 국가지원지방도 제49호선과 중복 |
| 화정2교 화정1교     |                                      | 나주시 | 왕곡면 | 국가지원지방도 제49호선과 중복 |
| 박포 교차로         | 화정로                               | 나주시 | 왕곡면 | 국가지원지방도 제49호선과 중복 |
| 신포 교차로         | 청송로                               | 나주시 | 왕곡면 | 국가지원지방도 제49호선과 중복 |
| 복사초리삼거리      | 지방도 제821호선 (자미로)            | 나주시 | 왕곡면 | 국가지원지방도 제49호선과 중복 |
| 공산고교앞 교차로   | 공산로                               | 나주시 | 왕곡면 | 국가지원지방도 제49호선과 중복 |
| 금곡 교차로         | 공산로 원금곡길                      | 나주시 | 공산면 | 국가지원지방도 제49호선과 중복 |
| 공산교              |                                      | 나주시 | 공산면 | 국가지원지방도 제49호선과 중복 |
| 공산 교차로         | 지방도 제801호선 (마한로)            | 나주시 | 공산면 | 국가지원지방도 제49호선과 중복 |
| 이동 교차로         | 이동길 공산로                        | 나주시 | 공산면 | 국가지원지방도 제49호선과 중복 |
| 동촌 교차로         | 화성길                               | 나주시 | 공산면 | 국가지원지방도 제49호선과 중복 |
| 성남천교            |                                      | 나주시 | 공산면 | 국가지원지방도 제49호선과 중복 |
|                     | 동강면                               | 나주시 |        | 국가지원지방도 제49호선과 중복 |
| 동강 교차로         | 국가지원지방도 제49호선 (남악동강로) | 나주시 |        | 국가지원지방도 제49호선과 중복 |
| 옥동 교차로         | 동강로 진천길                        | 나주시 |        |                                |
| 양지사거리          | 가양로 백련산로                      | 나주시 |        |                                |
| 동강교              |                                      | 나주시 |        |                                |
| 함영로와 직결       |                                      |        |        |                                |

## 주요 건물 및 시설
- 종합 SK LPG충전소 (나주서부로 5/장산리 394-19)
- 종합 영산포 S-OIL 주유소 (나주서부로 11/장산리 394-22)
- SK에너지 안전에너지주유소 (나주서부로 97/동수동 4-5)
- 나주자동차헤드 (나주서부로 163/동수동 421-1)
- S-OIL 미래주유소 (나주서부로 205/동수동 31-6)
- 농협 마한농협 하나로마트 왕곡점 (나주서부로 372/덕산리 590-76)
- 농협 마한농협 왕곡지점 (나주서부로 372/덕산리 590-76)
- 왕곡119안전대 (나주서부로 378/덕산리 산113-11)
- 왕곡우체국 (나주서부로 382/덕산리 590-56)
- 왕곡파출소 (나주서부로 384/덕산리 590-69)
- 왕곡초등학교 (나주서부로 554/월천리 206)
- GS칼텍스 동강주유소 (나주서부로 1461/인동리 326-2)
- 운산1리회관 (나주서부로 1952/운산리 725-1)